# تشاك موندري
تشاك موندري (بالإنجليزية: Chuck Mondry)‏ هو كاتب سيناريو أمريكي من مواليد 1968.

## وصلات خارجية
- تشاك موندري على موقع IMDb (الإنجليزية)